# إيفلين فويجماست
إيفلين فويجماست (بالإستونية: Evelin Võigemast)‏ هي ممثلة إستونية، ولدت في 22 مايو 1980 بتالين في إستونيا.

## وصلات خارجية
- إيفلين فويجماست على موقع IMDb (الإنجليزية)
- إيفلين فويجماست على موقع ميوزك برينز (الإنجليزية)
- إيفلين فويجماست على موقع ديسكوغز (الإنجليزية)
- إيفلين فويجماست على موقع قاعدة بيانات الفيلم (الإنجليزية)